# 馬莉亞·塞斯托
馬莉亞·塞斯托（1976年10月8日—）是一名阿根廷女子帆船運動員，她曾搭檔康蘇埃洛·蒙塞古爾代表國家參加2012年倫敦奧運的女子雙人小艇470型比賽，並未獲得獎牌。